# (281) Lucretia
(281) Lucretia est un astéroïde de la ceinture principale découvert par Johann Palisa le 31 octobre 1888 à Vienne. Il a été nommé en l'honneur de Caroline Lucretia Herschel.